# Голубев, Олег Васильевич
Олег Васильевич Голубев (15.04.1924 —  18.04.2014) — конструктор вооружений, доктор технических наук, профессор, лауреат Ленинской и Государственной премий.

## Биография
Родился 15 апреля 1924 года в Ленинграде. Отец — Василий Сергеевич Голубев (1886—1942), военный музыкант. Мать — Вера Максимовна Селиванова (1889—1967), портниха, затем — председатель горкома профсоюза работников искусств.
В Ленинграде окончил 9 классов. После начала войны с семьей сестры был эвакуирован в Кузбасс. После окончания школы поступил в Новосибирский институт инженеров железнодорожного транспорта, но в сентябре 1942 года призван в армию и направлен в эвакуированное в Томск Днепропетровское Краснознаменное артиллерийское училище.
Участник Великой Отечественной войны с марта 1943 г, командир взвода управления артиллерийской батареи. После тяжёлого ранения и 7-месячного лечения в госпитале направлен на преподавательскую работу на военную кафедру вуза. В декабре 1950 года окончил физический факультет ЛЭТИ и получил распределение в Москву, в КБ-1 (будущее ЦКБ «Алмаз»).
С 1955 года руководитель группы разработчиков систем наведения противоракет на стратегические баллистические ракеты.
Под его руководством и при непосредственном участии созданы и прошли испытания четыре системы наведения перехватчиков, принятые в эксплуатацию и на вооружение (А, А-35, А-35 М и А-135).
Был заместителем Генерального конструктора первой экспериментальной системы ПРО (системы А) и главных конструкторов систем ПРО г. Москвы (А-35, А-35 М и А-135) по системе наведения противоракет. Руководил созданием нового образца военной техники (тема «Молния»).
Последняя должность — главный научный сотрудник НИИРП.
Умер 18.04.2014.

## Участие в подготовке научных кадров
Доктор технических наук, профессор. 
Подготовил и читал курсы лекций: 
- по теории дискретных систем управления — для аспирантов и соискателей НИИ радиоприборостроения;
- по основам проектирования систем наведения и синтезу оптимальных систем управления — для студентов МФТИ.

## Награды и признание
- Лауреат Ленинской премии (1966) и Государственной премии РФ.
- Заслуженный деятель науки РФ.
- Награждён орденами Трудового Красного Знамени (25.03.1974), Отечественной войны I степени (11.03.1985), Красной Звезды (30.05.1951, 03.11.1966), 12 медалями, Благодарностью Президента Российской Федерации.

## Семья
Жена — Лавровская Ираида Михайловна (1926 г. рожд.), окончила МАИ и аспирантуру. С 1951 по 1991 год работала в КБ-1 (ЦКБ «Алмаз»), занималась проектированием, отработкой и испытаниями систем управления ЗУР. Принимала участие в создании систем противосамолётной обороны С-25, С-75, С-125 и противоракетной обороны С-225.
Дочь — Коломийцева (Голубева) Елена Олеговна (1954 г. рожд.), окончила МАИ, финансовый директор светотехнической компании.